# Spirit of Race
Spirit of Race is een autosportteam uit Zwitserland, opgericht door Amato Ferrari, die tevens het sportwagenteam AF Corse heeft opgericht.

## Geschiedenis
In 2014 maakte het team haar debuut in zowel de GT Asia Series als het United SportsCar Championship. In de GT Asia Series wist het team met Anthony Liu en Davide Rizzo als coureurs de eerste twee races van het seizoen op het Korean International Circuit te winnen, waardoor het als vierde eindigde in het kampioenschap. In het United SportsCar Championship nam het team met verschillende coureurs deel aan slechts vijf van de dertien races.
In 2015 nam het team deel aan het raceweekend op de Fuji Speedway van de GT Asia Series, waarin het met Max Wiser en Jiang Xin als derde eindigde in de tweede race. Daarnaast maakte het team haar debuut in de Asian Le Mans Series met Nasrat Muzayyin en Rui Águas.
In 2016 debuteert het team in het formuleracing in de nieuwe Formule V8 3.5, het vervolg van de Formule Renault 3.5 Series. Het team heeft de auto's van het voormalige FR3.5-team International Draco Racing overgenomen.